# 突尼斯共產黨
突尼斯共產黨（阿拉伯语：‎）是一個突尼西亞政黨。成立於1934年的突尼斯共產黨原為法國共產黨在突尼西亞的一個支部，後因革命需要脫離法共獨立運作。該黨在1939年受维希法国政府禁令影響被迫停止政治活動。1943年，該黨恢復合法的政治活動。1962年，該黨政治活動被停止；1981年，該黨恢復合法的政治活動。 1993年4月23日，该党宣布放弃共产主义意识形态并改组为革新运动。